# Superman (película de 1941)
Superman es un cortometraje de animación de 1941 dirigido por Dave Fleischer y producido por Max Fleischer y rodado en Technicolor. Se trató de la primera versión cinematográfica del personaje Superman, que hasta entonces había aparecido en historietas y radiodifusión. Fue el primer corto de una serie de nueve producidos por los Estudios Fleischer. Con posterioridad a su estreno fue conocido con el título de The Mad Scientist, título traducible como «El científico loco».

## Sinopsis
Justo antes de la destrucción del planeta Krypton un científico envía a su pequeño hijo hasta la Tierra en un cohete. Criado en un orfanato, cuando crece va descubriendo sus superpoderes. Ya mayor, Superman se camufla bajo la identidad del periodista Clark Kent, que trabaja en el diario Daily Planet.
El editor jefe del periódico llama a sus periodistas Kent y Lois Lane para encargarles la investigación del caso de un científico loco que amenaza con destruir la ciudad si no se le paga un rescate. La ambiciosa Lane rechaza la ayuda de Kent y pilotando una avioneta se dirige a la guarida del criminal, donde es capturada por este. Allí es testigo de cómo el científico destruye un puente con una máquina de su invención que lanza un potente rayo destructor. Al oír la noticia, Kent se pone en marcha como Superman.
El siguiente objetivo del perturbado inventor es el propio rascacielos sede del Daily Planet pero, cuando está a punto de caer, Superman lo endereza gracias a su fuerza descomunal. A continuación se enfrenta al rayo destructor remontándolo y, pese a que el criminal aumenta su potencia, llega hasta la guarida y destruye el artefacto. Una vez allí, rescata a Lane, captura al villano y lo traslada a la prisión.
Al día siguiente, la portada del Daily Planet contiene un artículo de Lois Lane narrando el triunfo de Superman. El jefe felicita a la periodista por su éxito y esta reconoce que lo ha logrado gracias a Superman, lo que motiva una sonrisa de Kent.

## Antecedentes
En abril de 1938 se publicó la primera historieta de Superman —obra de Jerry Siegel y Joe Shuster— en el número 1 de Action Comics. El éxito fue inmediato y al año siguiente ya existía la revista Superman dedicada exclusivamente al personaje, así como tiras de prensa publicadas en numerosos diarios y suplementos dominicales. En 1940 apareció un serial radiofónico titulado Las aventuras de Superman que aumentó la popularidad del personaje. Bud Collyer puso voz a Superman y, tras otras actrices, Joan Alexander hizo lo propio con Lois Lane, si bien ninguno de ellos fue acreditado. Las historietas y los guiones radiofónicos se influyeron mutuamente con un proceso de retroalimentación que también se extendió al mercado de todo tipo de productos relacionados con la franquicia. Pronto surgió la idea de trasladar al hombre de acero al cine.

## La producción
Robert Maxwell, responsable de la franquicia, planteó la realización de películas de animación. Paramount Pictures, la productora más importante, mostró interés por el proyecto, pero carecía de una división de animación capaz de desarrollarlo. Por ese motivo contactó con los Estudios Fleischer, que eran la principal empresa en el sector de la animación tras los de Estudios Disney. Habían creado personajes populares, como Koko el payaso o Betty Boop, y habían trasladado con éxito a la pantalla a Popeye. Intimidados por la envergadura de la propuesta de Paramount para rodar una serie en Technicolor, Max y Dave Fleischer pidieron un precio exhorbitado: 100.000 dólares. Para su sorpresa, Paramount ofreció pagar la mitad, lo que era mucho más de lo que costaba uno de sus cortometrajes habituales e hizo imposible rechazar la oferta. Max produciría las películas y Dave figuraría como director. No obstante, tratándose de cintas de dibujos, los directores de animación Steve Muffati y Frank Endres serían decisivos para el éxito de la serie.
El filme tuvo un gran impacto, no solo por la popularidad del personaje, sino también por la campaña publicitaria desplegada por Paramount, que promocionó la serie con la proyección en salas de avances de las películas, algo muy infrecuente en los cortometrajes. El trabajo de los Estudios Fleischer se vio recompensado al ser incluido su corto entre los diez nominados a Mejor cortometraje animado en la 14.ª edición de los Premios Óscar. Sin embargo, el premio fue a parar ese año Walt Disney Productions con el corto Salvamento gatuno.

## Guion

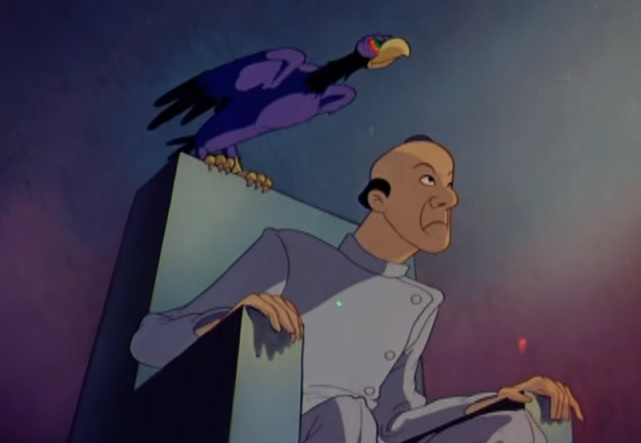
El enajenado científico y su ayudante alado.

El guion de este primer episodio de la serie fue firmado por Seymour Kneitel e Isadore Sparber. Conectando con el programa de radio, comenzaba con las habituales frases de aquel: «¡Mira! ¡En el cielo! ¡Es un pájaro! ¡Es un avión! ¡Es... Superman!». Tras los títulos de crédito se relataba brevemente el origen de Superman. Se explicaba cómo, poco antes de la destrucción del planeta Krypton, un científico embarcó a su pequeño hijo en un cohete con destino a la Tierra. La persona que encontró al niño lo llevó a un orfanato, donde descubrió sus increíbles poderes al ir creciendo. La brevísima explicación no incluye padres adoptivos ni infancia en una zona rural, añadidos que llegarían más tarde a la franquicia. Después vienen las frases inspiradas en las historietas: «Más rápido que una bala, más potente que una locomotora, capaz de saltar sobre rascacielos... el hijo de Krypton es ahora el hombre de acero». Hasta ese momento, los cómics y la radio no habían introducido la capacidad de volar entre las habilidades de Superman, limitándole a dar enormes saltos. La imagen de Superman en pie con los brazos en jarras da paso a la del personaje vestido con traje y sombrero y llevando gafas, mientras se explica que el héroe se oculta bajo la personalidad del periodista Clark Kent.
En este primer cortometraje, se enfrenta a Superman con un adversario tradicional en el cine de la época: el científico loco; un individuo que ha creado una máquina de un enorme poder destructivo y que constituye una amenaza para la sociedad. Lo curioso es que, cuando se enfrenta al rayo destructor que lanza el artefacto, Superman no se limita a saltar, sino que parece volar sin darse impulso desde el suelo. Avanza hacia el artilugio golpeando el rayo sin tocar tierra. Y, al final del episodio, cuando transporta bajo sus brazos a Lois Lane y al científico prisionero, parece saltar, pero luego se observa una panorámica del suelo visto desde el cielo que sugiere un vuelo más que un salto. La vacilación entre saltos y vuelo se mantendría durante varios episodios hasta que la capacidad de volar se impuso por ser más interesante desde un punto de vista visual. De este modo, Superman comenzó adquirió su capacidad para volar gracias al cine.

## Dirección

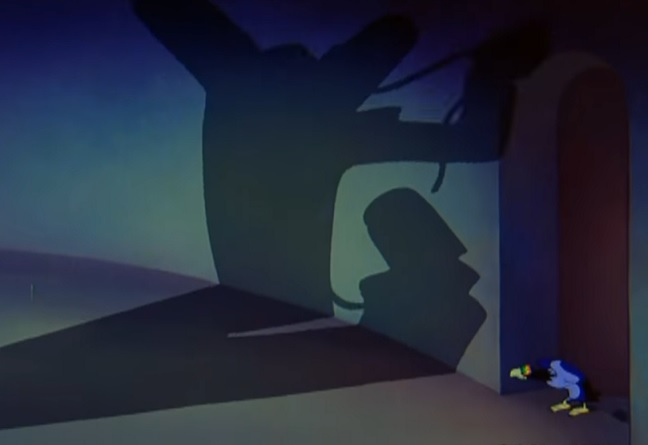
La captura de Lois es mostrada indirectamente.

La visualización de la historia es mérito tanto del director Dave Fleischer como de los directores de animación Steve Muffati y Frank Endres, así como todo su equipo de anónimos animadores. Llama la atención el uso de las sombras. Por ejemplo, cuando el científico ata a Lois Lane a la silla, la acción se muestra tan solo mediante sus sombras reflejadas en la pared. Igualmente, cuando Kent se cambia de traje, lo vemos a través del cristal de la puerta del almacén. Los dibujos son de tipo realista, con la excepción de la mascota del villano, un buitre antropomorfizado que ayuda a su amo y sonríe con satisfacción ante la ejecución de su plan. Otra excepción es la forma en que se inclina y comba el edificio del Daily Planet cuando es atacado por el rayo del científico, y cómo Superman lo endereza haciendo fuerza en la aguja del pararrayos. Por lo demás, el filme tiene poco diálogo, una característica que se mantendrá a lo largo de la serie. Son las imágenes, en excelente technicolor, las que llevan el peso de la historia, proporcionando gran dinamismo a la acción.

## Personajes

### Superman/Clark Kent
La representación de Superman de esta primera película reúne la imagen de los cómics y la voz del serial radiofónico. Al utilizarse la animación, se puede adaptar a la figura que aparecía en los cuadernillos que se vendían en esa época mejor que si se hubiera recurrido a la imagen real. Por otro lado, al ponerle la voz Bud Collyer —el mismo actor que actuaba en la radio— se reforzaba la credibilidad del personaje, ya que el público estaba muy acostumbrado a identificarlo con Superman. El actor utilizaba un tono de tenor para Clark Kent y otro de barítono para Superman. El cambio de indumentaria, del traje de Kent a la vestimenta del superhéroe, se realiza en un almacén y se percibe tan solo mediante sombras a través del cristal de la puerta. Y la actividad periodística de Kent se sacrifica en favor de Lois Lane, a la que Superman debe salvar del peligro en el que le sitúa su temerario comportamiento.

### Lois Lane

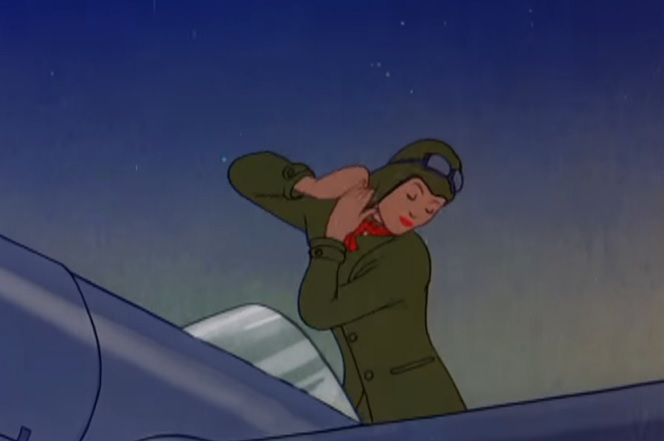
Lois Lane es piloto de aviación.

También Lois Lane mantiene el aspecto de las historietas al mismo tiempo que incorpora la voz que Joan Alexander le prestaba en el serial radiofónico. El personaje está muy lejos del prototipo de esposa sumisa propio de la época. Al contrario, recuerda a determinados personajes femeninos del cine de Howard Hawks o Frank Capra: mujeres trabajadoras que compiten con los hombres y saben lo que quieren. Lane es una destacada periodista en un diario puntero, y demuestra ser muy competitiva al rechazar la colaboración de Kent desde el principio. Además, vemos que es capaz de pilotar un avión. No obstante, su incuestionable valentía le hace caer prisionera del villano y debe ser rescatada por Superman.

### Perry White
El redactor jefe del Daily Planet había aparecido ya en los cómics, pero con el nombre de George Taylor. Fue el serial radiofónico el que le renombró Perry White. El impacto del programa fue tan grande que las historietas acabaron modificando el nombre. De esta forma, la película también presenta así al personaje. White actúa como introductor del asunto periodístico de interés que se convertirá en el peligro que combatirá Superman. A diferencia del carácter fuerte que mostraba en la radio, en el filme White se muestra dubitativo frente a la ambición de Lois Lane.

### El científico loco

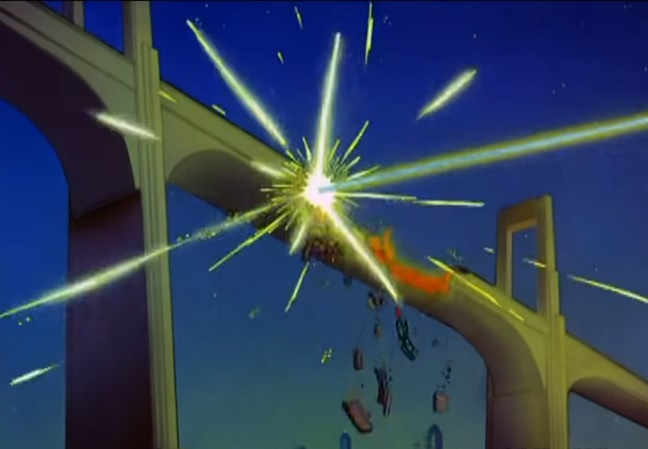
El arma del científico destruye un puente.

Los científicos locos eran personajes habituales en el cine fantástico de los años 1930, de manera que fue una elección sencilla para el primer rival de Superman en la nueva serie. El el filme, este individuo actúa movido por el despecho, pues siente que sus logros no han sido debidamente reconocidos. Ese sentimiento le produce un profundo rencor movido por el cual decide destruir la ciudad para demostrar su talento. Para ello ha creado un arma que dispara un rayo tremendamente destructivo. Su primera demostración es la voladura de un puente. Pero no satisfecho con ello, ataca la misma sede del Daily Planet. Aunque el rayo puede detener por unos instantes a Superman, este finalmente logrará destruirlo. El científico se encuentra ayudado por un ave de presa —aparentemente, un buitre— que aparece presentado con comportamientos humanos. Esta antropomorfización de animales no se repetiría en los posteriores episodios de la serie.

## Premios y nominaciones
14.ª edición de los Premios Óscar
| Categoría                  | Candidato     | Resultado |
| -------------------------- | ------------- | --------- |
| Mejor cortometraje animado | Max Fleischer | Nominado  |